# James M. Robinson
James McConkey Robinson, conosciuto come James M. Robinson (30 giugno 1924 – 22 marzo 2016), è stato un biblista e teologo statunitense appartenente alla Chiesa presbiteriana.

## Formazione e carriera
Robinson conseguì il bachelor of arts al Davidson College nel 1945, il Bachelor of Divinity al Columbia Theological Seminary nel 1946 e il dottorato in teologia all'Università di Basilea nel 1952. Nel 1955 conseguì il Ph.D. in teologia al Seminario Teologico di Princeton.
Nel 1953 fu ordinato ministro presbiteriano. Dal 1953 al 1956 lavorò come assistente all'Università Emory ad Atlanta. Nel 1956 si trasferì alla Claremont School of Theology, dove lavorò come professore associato fino al 1961 e come professore ordinario di Teologia e Nuovo Testamento dal 1961 al 1964. Nel 1964 divenne professore ordinario di religione alla Claremont Graduate School, divenuta nel 1967 Claremont Graduate University. Nel 1968 divenne direttore dell' Institute for Antiquity e Christianity, istituito nella Claremont Graduate University. Dal 1990 al 1993 fu preside della Facoltà di Religione della Claremont Graduate University. Nel 1999 si ritirò dall'insegnamento e divenne professore emerito.
James Robinson è uno degli studiosi che hanno dato impulso alla cosiddetta seconda fase (Second Quest) della ricerca del Gesù storico. In particolare, Robinson è considerato uno dei maggiori studiosi del XX secolo della fonte Q e dei codici di Nag Hammadi. È stato membro del Jesus Seminar e ha scritto più di 280 libri. Robinson è stato sposato e dalla moglie Anne ha avuto quattro figli.

## Libri principali
- The Problem of History in Mark, Studies in Biblical Theology, SCM Press, London, 1957
- A New Quest of the Historical Jesus, Studies in Biblical Theology, SCM Press, London, 1959
- Con Helmut Koester (coautore), Trajectories Through Early Christianity, Fortress, Philadelphia, 1971
- Con Stephen J. Patterson (coautore), The Fifth Gospel: The Gospel of Thomas Comes of Age, Trinity Press International, Harrisburg, 1998
- The Gospel of Jesus: In Search of the Original Good News, HarperSanFrancisco, San Francisco, 2005
- The Secrets of Judas: The Story of the Misunderstood Disciple and His Lost Gospel, HarperSanFrancisco, New York, 2006
- Jesus according to the Earliest Witness, Fortress, Minneapolis, 2007
- Language, Hermeneutic, and History: Theology after Barth and Bultmann, Cascade Books, 2008
- The Story of the Bodmer Papyri: From the First Monastery’s Library in Upper Egypt to Geneva and Dublin, Cascade Books, 2010
- The Manichaean Codices of Medinet Madi, Cascade Books, 2013
- The Nag Hammadi Story: From the Discovery to the Publication, Nag Hammadi and Manichaean Studies, Brill, Leiden, 2014